# Vulpia bromoides
Vulpia bromoides é uma espécie de planta com flor pertencente à família Poaceae. 
A autoridade científica da espécie é (L.) S.F.Gray, tendo sido publicada em A Natural Arrangement of British Plants 2: 124. 1821.
Os seus nome comuns são vúlpia ou vúlpia-bromada.

## Portugal
Trata-se de uma espécie presente no território português, nomeadamente em Portugal Continental, no Arquipélago dos Açores e no Arquipélago da Madeira.
Em termos de naturalidade é nativa de Portugal Continental e no Arquipélago da Madeira e introduzida no Arquipélago dos Açores.

## Protecção
Não se encontra protegida por legislação portuguesa ou da Comunidade Europeia.